# Kanaal Plassendale-Nieuwpoort

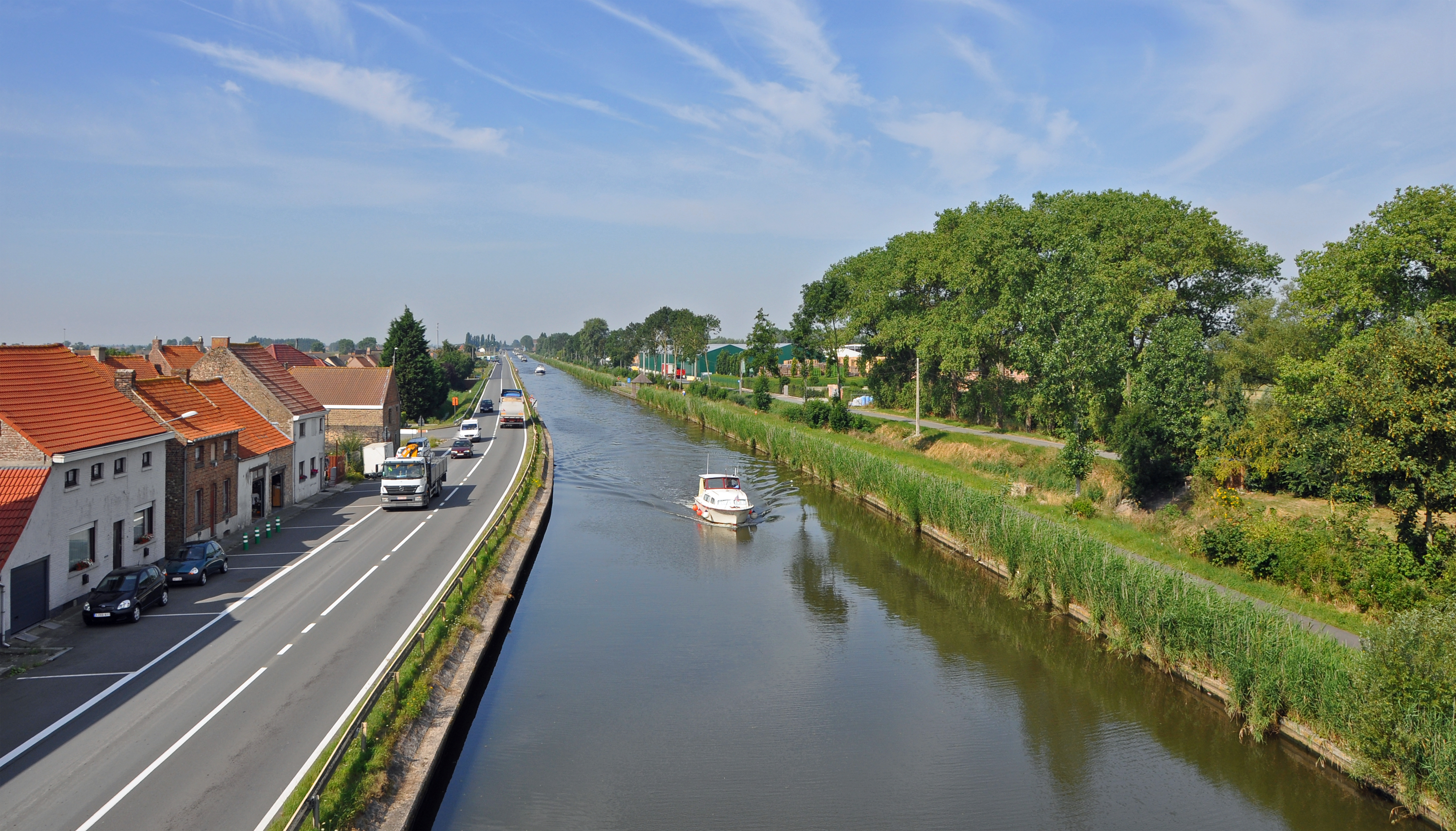
Het kanaal Plassendale-Nieuwpoort in Snaaskerke

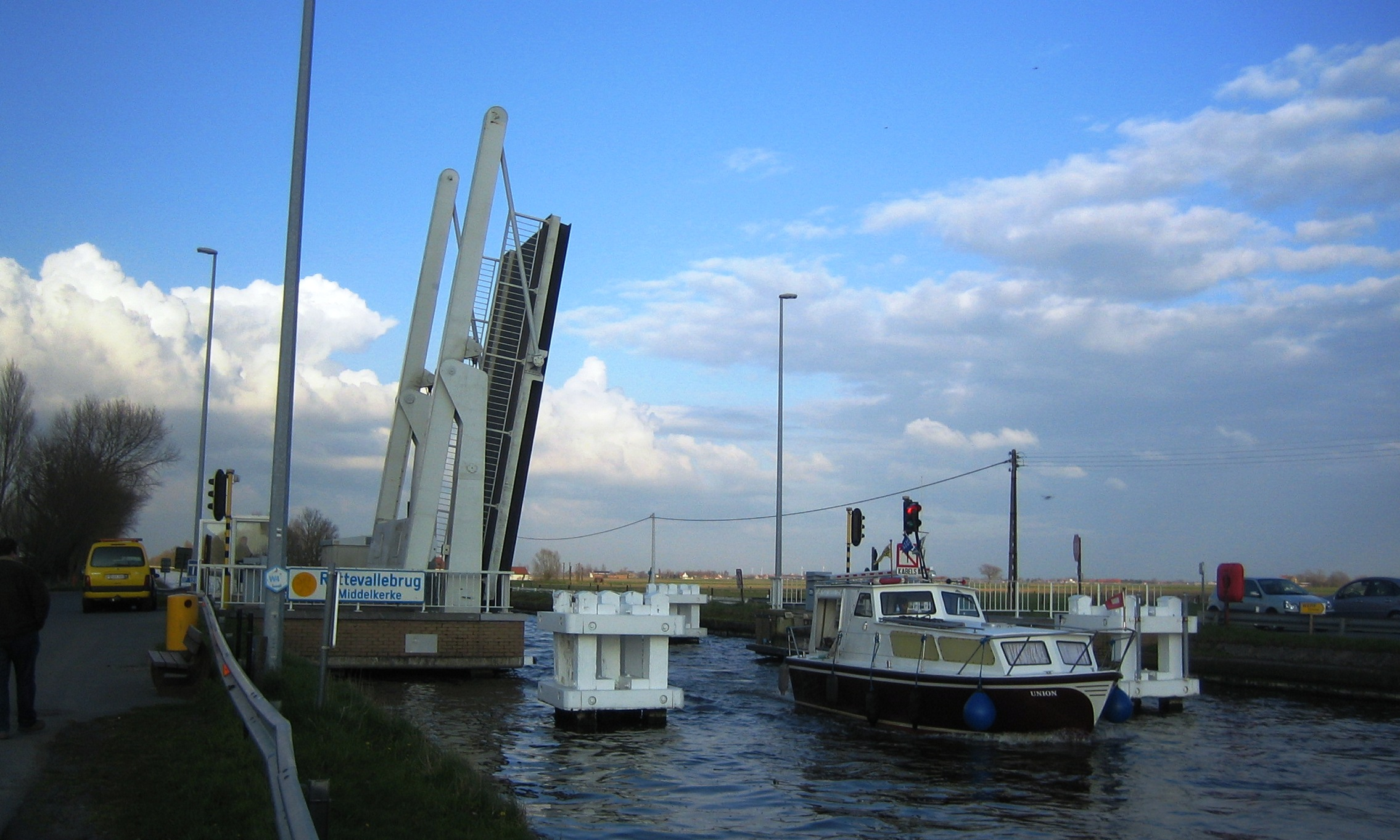
Rattevallebrug

Het kanaal Plassendale - Nieuwpoort is een kanaal dat een verbinding vormt tussen het kanaal Brugge-Oostende en de IJzer via de Ganzepoot in Nieuwpoort. Het heeft een lengte van ongeveer 21 km en een breedte van ongeveer 20 meter. De oevers zijn over de ganse lengte verstevigd met betonnen damwanden.

## Geschiedenis
Het kanaal werd in de periode 1632 – 1640 aangelegd om een alternatief te bieden voor de verzande zeeverbinding tussen Brugge en de Noordzee via het Zwin. Tijdens de Tachtigjarige Oorlog werd de toegang van Gent tot de Westerschelde onmogelijk door de blokkade van de Hollanders die Zeeuws-Vlaanderen hadden ingenomen. Vlaanderen had dus geen verbinding met de zee meer. Oostende werd toen naar voorgeschoven als belangrijkste haven. Het kanaal Brugge-Oostende werd aangelegd met een sas in Plassendale. Het laatste deel tussen Oostende en Plassendale was onderhevig aan getijden en dus niet ideaal. Daardoor ontstond de nood aan een getijde ongevoelige vaarroute parallel met de kust naar Nieuwpoort, Veurne en zo verder tot in Duinkerke. Het kanaal Plassendale-Nieuwpoort loopt voor een deel in de historische bedding van de Ieperlee, net als een deel van het kanaal Brugge-Oostende. In 17e-eeuwse documenten spreekt men van "de nieuwe riviere". Vandaag is de economische betekenis van het kanaal echter beperkt.

## Beschrijving
In de volksmond wordt het kanaal meestal 'de vaart' of de Plassendalevaart genoemd. 
Het geasfalteerde en grotendeels autovrije jaagpad langs de noordelijke oever is deel van fietssnelweg F39.
Het sluizencomplex in Plassendale is beschermd. De eerste sluisdeur dient nog met de hand te worden bediend.

## Bruggen
Volgende ophaalbruggen gaan over het kanaal:
- Plassendalebrug - bij het gehucht Plassendale, stad Oudenburg.
- Zandvoordebrug - nabij het dorp Zandvoorde (Oostende), gelegen op grondgebied van de stad Oudenburg.
- Gistelbrug - op het traject Oostende-Gistel (Oostendsesteenweg), op grondgebied van de Stad Oudenburg. In de volksmond ook Hagebrugge genaamd.
- Leffingebrug - bij deelgemeente Leffinge, gemeente Middelkerke.
- Slijpebrug - nabij deelgemeente Slijpe, gemeente Middelkerke.
- Rattevallebrug - bij het gehucht Rattevalle, gemeente Middelkerke.

In Snaaskerke gaat de hoge fietsbrug van de Groene 62 over het kanaal.